# Münster (Bawaria)
Münster – miejscowość i gmina w Niemczech, w kraju związkowym Bawaria, w rejencji Szwabia, w regionie Augsburg, w powiecie Donau-Ries, wchodzi w skład wspólnoty administracyjnej Rain. Leży około 15 km na południowy wschód od Donauwörth, nad Lech i Friedberger Ach.
1 lipca 2014 do gminy przyłączono 1,55 km² pochodzącego z rozwiązanego obszaru wolnego administracyjnie Brand.

## Demografia
| Rok  | Liczba mieszkańców |
| 1970 | 735                |
| 1987 | 856                |
| 2000 | 1 028              |

## Polityka
Rada gminy składa się z dwunastu osób.
|      | FWG | FBB | CSU | Razem |
| 2008 | 3   | 4   | 5   | 12    |
| 2002 | 5   | 7   | –   | 12    |

Wójtem gminy jest Gerhard Pfitzmaier; poprzednio urząd ten piastował Alois Stuber.

## Oświata
W gminie znajduje się przedszkole (50 miejsc).